# Rex Cawley
Warren Jay ("Rex") Cawley (6. července 1940 Highland Park, Michigan – leden 2022) byl americký atlet, olympijský vítěz v běhu na 400 metrů překážek z roku 1964.

## Život
Specializoval se na trať 400 metrů překážek. Při amerických předolympijských kvalifikačních závodech v roce 1964 vytvořil světový rekord 49,1 s. V samotném olympijském finále zvítězil časem 49,6, když porazil druhého v cíli Johna Coopera z Velké Británie o půl sekundy. Sportovní kariéru zakončil v následující sezóně.